# Christina Santiago
Christina Santiago (Chicago, Illinois, 15 de octubre de 1981) de padres puertorriqueños, es una modelo y actriz estadounidense que fue playmate de agosto de 2002 de la revista playboy, y fue elegida por los lectores como Playmate de Año 2003.